# John Conrad Otto
Pour les articles homonymes, voir Otto.
John Conrad Otto, né le 15 mars 1774 dans le New Jersey et mort le 26 juin 1844 à Philadelphie, est un médecin américain.

## Biographie
John Conrad Otto, naît le 15 mars 1774 près de Woodbridge ou près de Woodbury,.
Son père, Bodo Otto, est médecin et fortement attaché à la cause patriote pendant la Guerre de la révolution Américaine. Il siège au Sénat du New Jersey, et sert pendant la guerre comme officier dans l'Armée Continentale. Le fils est diplômé de Princeton en 1792, et en médecine à l'Université de Pennsylvanie en 1796. En 1798, il est élu l'un des médecins du Philadelphia Dispensary, et en 1813, à la mort de Benjamin Rush, il est choisi pour succéder à ce dernier comme l'un des médecins et professeur clinique du Pennsylvania Hospital, poste qu'il occupé 21 ans, et dans le cadre duquel il est largement connu dans tous les États-Unis.
Otto est médecin à l'orphelinat pendant vingt ans, et pendant de nombreuses années à l'asile de la Madeleine. Lors de l'épidémie de choléra de 1833, il est l'un des douze médecins choisis par les autorités publiques de Philadelphie pour adopter des mesures sanitaires et établir et diriger des hôpitaux dans la ville, et lors de l'organisation du conseil sanitaire il en est élu président. Il est membre du College des médecins, dans lequel il exerce la fonction de censeur, et de 1840 jusqu'à sa mort celle de vice-président, et est pendant de nombreuses années un membre de Société américaine de philosophie.

## Œuvres
Il écrit « An Account of an Hemorrhagic Disposition in certain Families » dans le New York Medical Référentiel (1803), et un autre article sur le même sujet au Coxe's Medical Museum (1805). Il est dit que ces documents sont les premiers qui sont apparus sur ce sujet. Il est également l'auteur d'autres articles médicaux.

## Famille
Son arrière-grand-père et son grand-père sont également médecins. Son grand-père arrive dans ce pays d'Allemagne en 1752, s'installe à Philadelphie, où il s'engage dans la pratique de la médecine, et au cours de l'hiver 1778 a la charge de l'hôpital de l'Armée continentale à Valley Forge. 
En 1802, il épouse Eliza Tod. Le couple a neuf enfants, dont William Tod Otto (en). William Tod est avocat.